# Yijing

El ba gua

El Yijing, Yi Jing o Yi Txing (xinès tradicional: 易經, xinès simplificat: 易经, pinyin: yìjīng; Wade-Giles: I Ching, també transcrit I King o Yi King) és un llibre filosòfic i oracular xinès els primers texts del qual se suposen escrits cap al 2400 aC. El seu títol es tradueix sovint per Clàssic dels canvis o Llibre de les mutacions. La seva finalitat és de descriure i permetre de comprendre els estats del món i les seves evolucions.
Aquesta obra és una recerca especulativa i cosmogònica elaborada, que ha influït de manera fonamental el pensament xinès. Partint de l'oposició/complementarietat entre els principis Yin i Yang (solell i obaga, sol i lluna, mascle i femella, actiu i passiu, etc.) i subdividint aquesta dualitat de manera sistemàtica, s'arriba a una sèrie de 64 estats arquetípics, representats pels anomenats hexagrames, símbols teòricament capaços d'explicar totes les situacions de l'existència.
La filosofia del Yijing descriu, doncs, un univers regit pel principi del canvi a causa de la relació dialèctica entre els oposats. Mai no presenta una situació en la qual no estigui inclòs el principi contrari al rector del signe, que conduirà a un nou estat. Els canvis se succeeixen de manera cíclica, com les estacions de l'any. El canvi es considera com l'única realitat existent, la matèria és només una manifestació passatgera d'un principi més profund.
La seva estructura matemàtica va impressionar Leibniz, que hi va veure la primera formulació de l'aritmètica binària.

## Història
Abans que s'escriguessin els primers comentaris del Yijing durant la dinastia Zhou, fa més de 3.000 anys, era una pràctica freqüent en la cort i en la classe il·lustrada consultar el futur mitjançant tiges de milfulles (Achillea millefolium). Existien des dels temps de l'emperador Fu Xi imatges assignades al resultat de la consulta.
Quatre són les fonts reconegudes de les versions actuals del llibre: el text del mític Fu Xi, la ubicació del qual en el temps es remunta a almenys 2400 anys abans de la nostra era; els del rei Wen i el seu fill Zhou, cap al 1100 aC i, finalment, els de Confuci i els seus deixebles, 500 a 400 anys aC. A aquests texts, es van addicionar comentaris de bruixots i de l'escola del yin-yang que van ser descartats pels estudiosos en èpoques recents.
Aquest llibre va arribar a Europa al segle xix amb els seus consegüents intents de traducció (per exemple la de Charles de Harlez, publicada a Brussel·les el 1889). Tanmateix, aquesta edició va suscitar poc d'entusiasme pel caràcter màgic que se li atribuïa.
Un dels majors especialistes occidentals en el Yijing va ser el missioner i sinòleg alemany Richard Wilhelm, que va publicar una versió del llibre l'any 1923. Una nova versió, publicada el 1948, portava un pròleg del psiquiatre suís Carl Jung, autor de la teoria de l'inconscient col·lectiu. La versió de Wilhelm presenta el llibre dividit en tres grans seccions, amb els texts més antics en la primera i reservant la segona i la tercera als comentaris de l'escola confuciana. Aquesta traducció alemanya va ser, al seu torn, traduïda el 1949 a l'anglès i el 1950 a l'italià.
Al marge de les nombroses llegendes que existeixen a l'entorn de l'origen de l'obra, les úniques dades fiables el situen cap al segle xi aC, quan el rei Wen va desenvolupar un sistema d'idees basat en 64 hexagrames, al qual va anomenar Yi, que es tradueix per 'llangardaix'i també per 'fàcil', i que simbolitza la rapidesa i la facilitat del canvi.
Després de la mort del rei Wen, el seu fill Zhou va continuar el desenvolupament del sistema d'idees elaborat pel seu pare, i va introduir el concepte de relació entre els oposats i d'acció-reacció, definint les 6 línies de cadascun dels hexagrames.
Per tant, no és fins al segle viii aC que definitivament sorgeix el Zhou Yi o Els canvis de Zhou, llibre compost pels 64 hexagrames i les seves corresponents línies. A partir d'aquest moment, el Zhou Yi comença a ser cada vegada més conegut i el seu ús s'estén tant amb finalitats endevinatòries com ètiques i filosòfiques.
Posteriorment, a l'entorn del segle vi aC, sorgeixen dos dels principals corrents de pensament de la cultura xinesa, representats per:
- Laozi, autor del Daodejing, principal text de la filosofia taoista,[10] i
- Confuci, que proposava l'ètica i la moral com les vies més eficaces per assolir el benestar humà i social. Entre els segles v i iii aC, el confucianisme comença a estendre's a tots els nivells socials i s'estableixen nombroses escoles de seguidors de les seves idees.

Durant els segles iii i ii aC, alguns membres de les escoles de Confuci van escriure una sèrie de texts, tractats o apèndixs que es coneixen com Les Deu Ales, i que contenen aportacions sobre la interpretació dels hexagrames del rei Wen, de les línies de Zhou, de la simbologia i les imatges, del concepte del canvi, dels trigrames, de la seqüència dels hexagrames i de la seva associació per parelles.
Finalment, de la unió del Zhou Yi amb els texts o tractats que formen Les Deu Ales, sorgeix el Yijing tal com se'l coneix en l'actualitat.

## Usos
Experimentar el Yijing és intentar comprendre com es generen i es produeixen els canvis en les nostres circumstàncies i en nosaltres mateixos. Aquest mil·lenari tractat de lleis universals, l'origen de les quals es remunta a més de 3.000 anys d'antiguitat, ens indica la direcció natural o de menor resistència al canvi que presenta la situació en la qual ens trobem.
La possibilitat de descobrir i desemmascarar les contradiccions que s'amaguen rere les aparences i arribar a comprendre els canvis que es produeixen en la nostra vida és principalment el que ens ofereix el Yijing mitjançant l'estructura d'idees representades en els diferents símbols i hexagrames i de les relacions que s'estableixen entre aquestes.
Si s'aconsegueix comprendre per endavant les possibles conseqüències d'una determinada idea, paraula, fet o actitud, alguns podrien creure que estan endevinant el futur, encara que, realment, es tractaria d'una simple previsió, resultat de la comprensió de la relació que existeix entre els esdeveniments.

## Mitjans de consulta

### Tiges de milfulles
Jing Fang (77-37 aC), després d'anys d'investigació del Yijing i les seves teories, va establir una correspondència entre les línies dels 64 hexagrames amb els cicles del sistema sexagesimal, és a dir, que a cada línia de cada hexagrama li va assignar un valor expressat en un tronc celeste i una branca terrestre. Posteriorment, va sorgir una nova forma d'endevinació en la qual la interpretació de l'hexagrama es realitzava en funció dels troncs celestes i branques terrestres de les seves línies, procés que es va denominar acoblament de l'hexagrama.
S'utilitzen 50 barnilles de milfulles, deixant-ne una a part, se'n van dividint d'una manera determinada en grups les altres. És un sistema que assegura l'atzar dels resultats, en el qual només intervindrà l'energia de qui consulta sobre les barnilles.

### Monedes
A causa que el mètode de les barnilles perllongava el temps de la consulta, les tiges de milfulles van ser reemplaçades per tres monedes, a les cares de les quals se'ls atorga un nombre parell i un altre de senar. La suma dels números de cada tirada dona una xifra, que si és parell representa una línia trencada, i si és senar una línia sencera, amb les quals finalment es dibuixen els trigrames que conformen els hexagrames. Posteriorment, hi va haver també practicants del Yijing que van adaptar aquesta forma de consulta per utilitzar-la amb la interpretació original d'hexagrames i línies pròpia de l'oracle de Zhou.
Aquest sistema presenta un joc de probabilitats més senzill que amb el mètode de les tiges de milfulles: hi ha iguals probabilitats amb les monedes de treure línies trencades o senceres en moviment, cosa més complicada que amb les branques.

## Estructura d'interpretació
En el Yijing, s'adverteix un sistema de numeració binari, alhora geomètric i aritmètic, en el qual una línia contínua és alhora tots els nombres senars, i un congost, els parells. Els traços dels hexagrames es construeixen de baix a dalt, al contrari de l'escriptura xinesa posterior, que es construeix de dalt a baix.

### Línies simples
La divisió a l'atzar i el recompte de les tiges era una complexa operació que es reduïa a números, els quals, al seu torn, representaven línies trencades o línies senceres, segons fossin parells o senars.
Amb cada tirada de monedes, s'aconsegueix una línia trencada o contínua. S'han d'apuntar d'una en una de baix cap a dalt.

### Trigrames
Tres línies traçades sobre paper constitueixen un trigrama. El trigrama té associats tota una varietat de significats. Hem de continuar amb els branquillons de milfulles o tirant les monedes fins a aconseguir dos trigrames, l'un sobre l'altre. Aquests dos trigrames constitueixen un hexagrama.

### Hexagrames
Combinant els vuit trigrames bàsics es formen els 64 hexagrames. Una vegada es tenen els dos trigrames, es busca el número que resulta de la combinació d'ambdós en l'ordre correcte (la columna de la dreta és el trigrama primer, el de baix; la de dalt és el trigrama segon). Aquest número ens porta a un hexagrama concret, i a partir d'aquest es pot començar la interpretació de la resposta de l'oracle.